# Quercus durata
Quercus durata Jeps. – gatunek roślin z rodziny bukowatych (Fagaceae Dumort.). Występuje naturalnie w południowo-zachodnich Stanach Zjednoczonych – w Kalifornii. 

## Morfologia
PokrójZimozielony krzew dorastające do 1–3 m wysokości. Kora jest łuszcząca się.
LiścieBlaszka liściowa ma kształt od lancetowatego do eliptycznego. Mierzy 1,5–4 cm długości oraz 0,5–1,5 cm szerokości, jest nieregularnie ząbkowana na brzegu, ma nasadę od klinowej do uciętej i ostry wierzchołek. Ogonek liściowy jest nagi i ma 1–5 mm długości.
OwoceOrzechy zwane żołędziami o kształcie od jajowatego do obłego, dorastają do 15–25 mm długości i 10–25 mm średnicy. Osadzone są pojedynczo w miseczkach mierzących 4–6 mm długości i 12–18 mm średnicy. Orzechy otulone są w miseczkach do połowy ich długości.

## Biologia i ekologia
Rośnie w zaroślach. Występuje na wysokości do 1500 m n.p.m.